# Nordenskiöldgletsjer
De Nordenskiöldgletsjer is een gletsjer in Nationaal park Noordoost-Groenland in het oosten van Groenland.
De gletsjer is vernoemd naar Adolf Erik Nordenskiöld.

## Geografie
De gletsjer is zuidwest-noordoost georiënteerd en meandert zich door het landschap. Ze heeft een lengte van meer dan 60 kilometer, watert een gebied af van 62.647 km van de Groenlandse ijskap en heeft een flux (hoeveelheid ijs verplaatst van land naar zee) van 10.7 km³, gemeten in 1996. De gletsjer wordt gevoed door meerdere zijtakken die onderweg samenkomen. Een tak komt uit noordwestelijke richting af van de Victor Madsengletsjer en enkele kleinere vanaf de Gregorygletsjer. De gletsjer mondt aan het uiteinde van het Keizer Frans Jozeffjord hierin uit.
Verder liggen er op ongeveer tien kilometer ten zuidoosten van het meest zuidwestelijke deel van de gletsjer de Passagegletsjer en de Verenagletsjer.
Ten noorden van de gletsjer ligt het Frænkelland en ten zuiden het Goodenoughland.